# Herbiester
Herbiester est un village belge situé en province de Liège dans la commune de Jalhay.
Avant la fusion des communes de 1977, Herbiester faisait déjà partie de la commune de Jalhay. 

## Étymologie
Herbiester vient de Herbert Ster, du patronyme Herbert et de Ster signifiant défrichement, essartage, endroit déboisé .

## Situation
Ce petit village ardennais se situe à proximité immédiate du village de Jalhay. L'altitude avoisine les 400 m.

## Loisirs
Jalhay et Herbiester organisent un carnaval en commun où chaque village rivalise de créativité pour être le meilleur. Les Bœufs (en wallon : les Boûs) de Jalhay et les Sangliers (en wallon : les Singlés) de Herbiester y participent. Ce carnaval a été créé vers 1850. Il a lieu le dimanche qui suit le Mardi Gras. Depuis 2024, ces carnavals comptent parmi les chefs-d'œuvre du Patrimoine oral et immatériel de la Fédération Wallonie-Bruxelles sous le titre : Rivalité amicale dans les carnavals de l’Ardenne liégeoise.